# BDra Gráfica
El Festival BDra Gráfica es una reunión de autores, editores y lectores de historietas que desde 2023 se celebra anualmente en la ciudad española de Pontevedra.

## Localización
El festival BDra Gráfica se celebra en el corazón de la ciudad de Pontevedra, con diversas sedes que concentran sus actividades y que actúan como núcleos de los eventos abiertos al público, incluyendo talleres, charlas y puestos de venta de editoriales y librerías especializadas. La plaza de la Herrería es el epicentro del festival, a la que se añaden otras localizaciones como el Teatro Principal de Pontevedra. También se realizan exposiciones en la Casa consistorial de Pontevedra, la Facultad de Bellas Artes de Pontevedra, el espacio Nemonon y en la Fundación Moldes, en el edificio administrativo de la Junta de Galicia en la calle de Benito Corbal. Por su parte, el Museo de Pontevedra acogió en 2023 las jornadas profesionales del festival, así como varias exposiciones relacionadas con el cómic y su industria.

## Historia
El festival de cómic BDra Gráfica, promovido por el Ayuntamiento de Pontevedra, tuvo su origen el 18 de marzo de 2023, coincidiendo con el Día del Cómic. Nacido bajo la dirección del historietista Kiko da Silva, director de la escuela profesional de cómic O Garaxe Hermético, este evento surgió con la vocación de consolidar en la capital pontevedresa un espacio dedicado al arte de la narración gráfica. Tras el éxito de su primera edición, se apostó por ampliar su alcance y llevar el festival a las calles, integrándolo plenamente en el tejido urbano y cultural de Pontevedra. 
Al evento han acudido importantes autores, como Ana Miralles, Miguelanxo Prado, Anabel Colazo, Kiko da Silva, Max, Émile Bravo, Bartolomé Seguí o Rubén Pellejero.

## Descripción
BDra Gráfica es un punto de encuentro para profesionales, autores, editores y aficionados al cómic. En su programación se combinan talleres prácticos, mesas redondas y conferencias con figuras destacadas del sector, así como espacios de promoción y venta para editoriales y librerías. El festival destaca por su enfoque cultural e integrador, proyectando la capital pontevedresa como un referente gallego en el ámbito de la narración gráfica.

## Premios y palmarés
El festival concede en cada una de sus ediciones el Premio a toda una carrera, dedicado a autores y autoras gráficos e historietistas con una trayectoria destacada y consolidada.

### Premio a toda una carrera
- 2023 : Ana Miralles[8]
- 2024: Miguelanxo Prado[7]
- 2025: Rubén Pellejero[9][10]

## Galería de imágenes

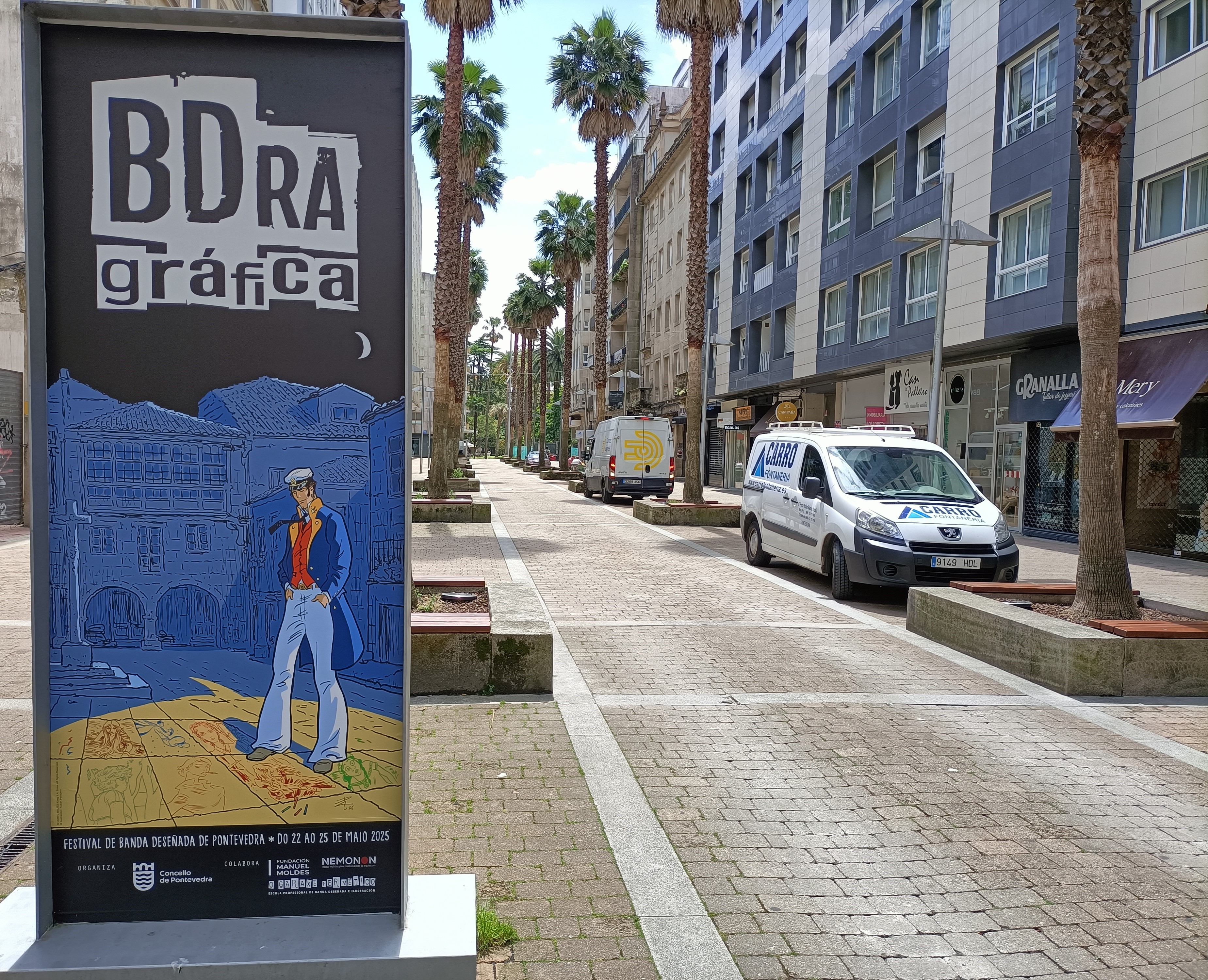
Cartel del festival en la Calle General Gutiérrez Mellado
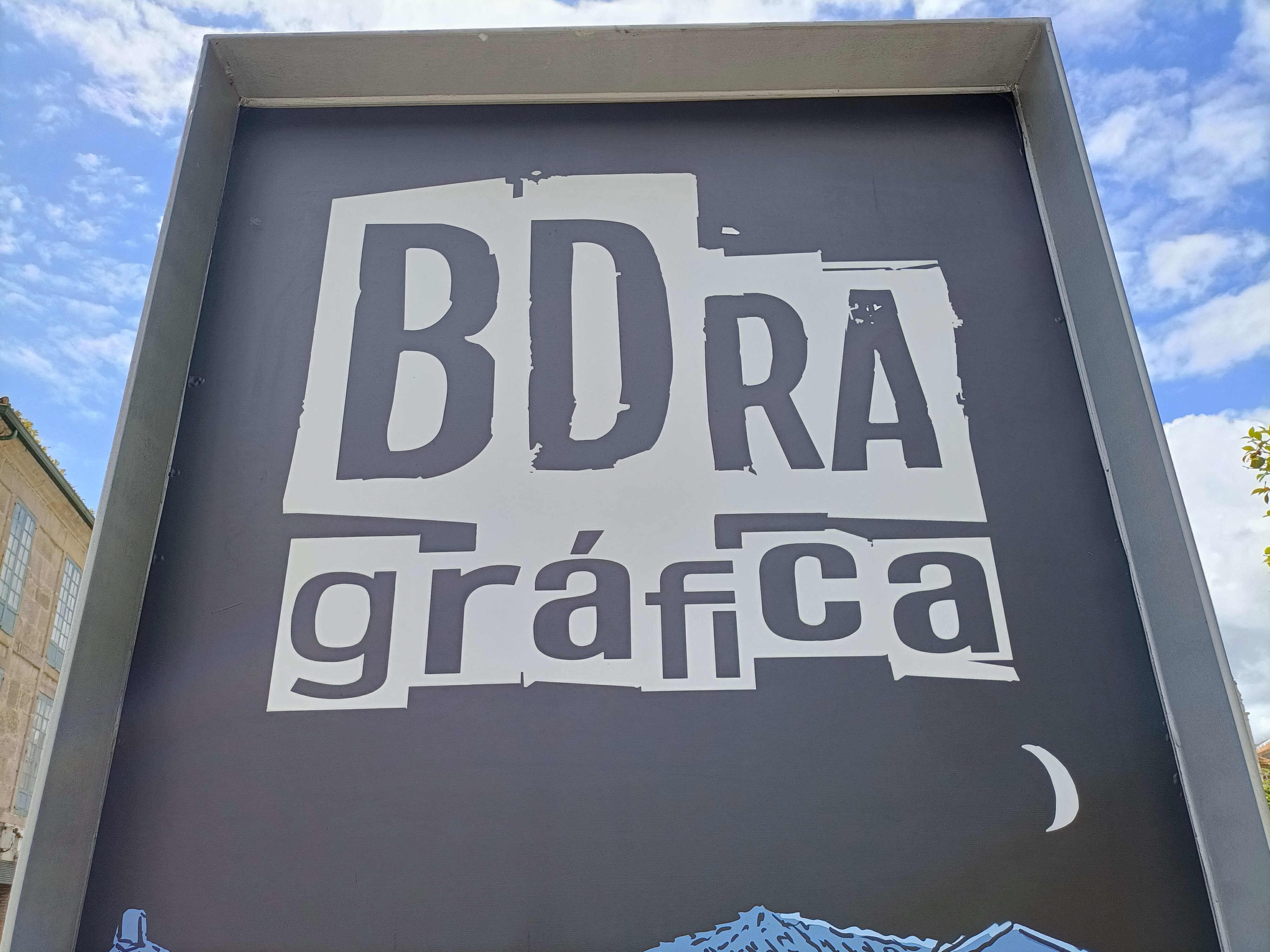
Logo del festival
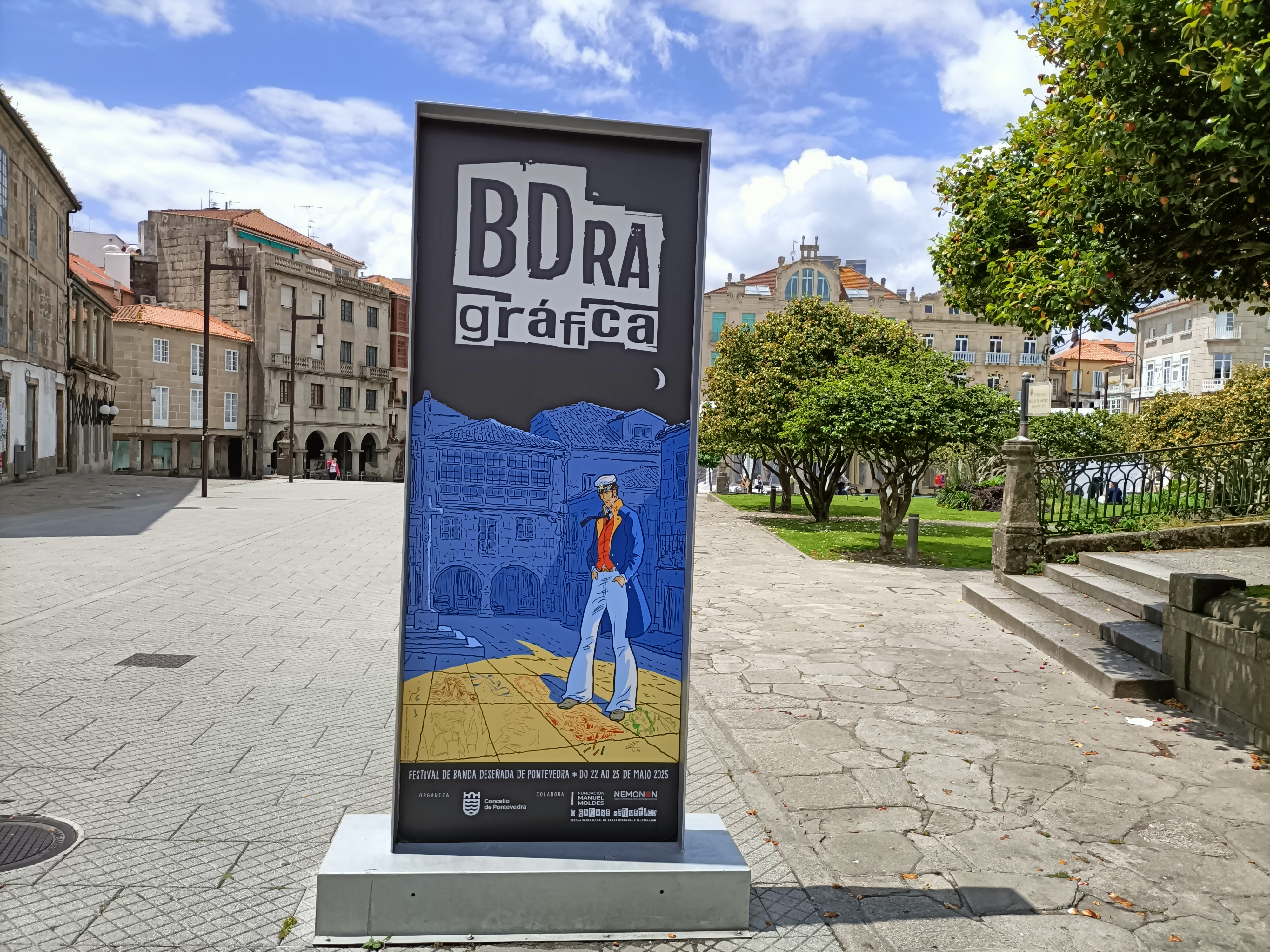
Cartel del festival en la plaza de la Herrería
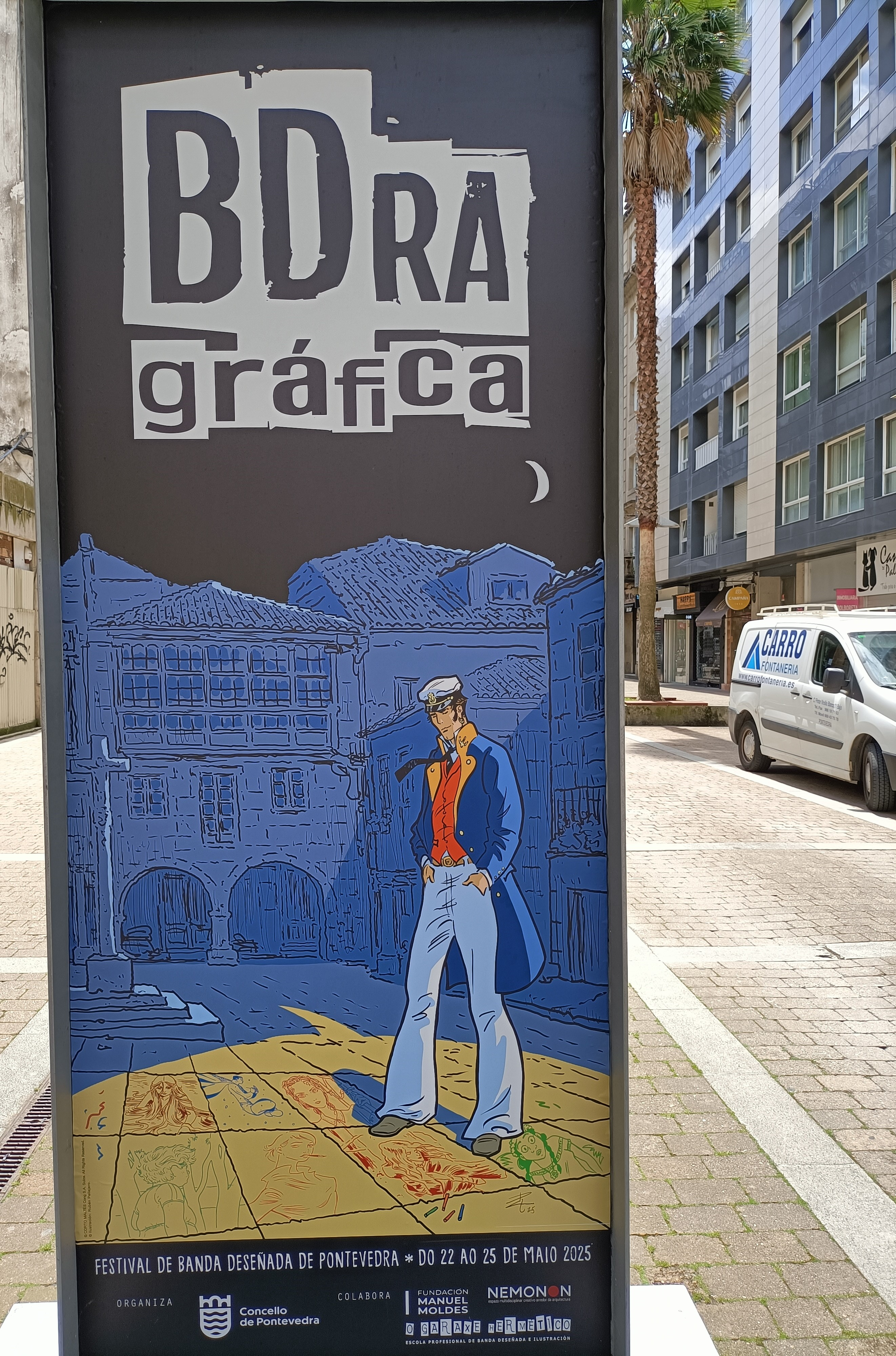
Cartel del festival
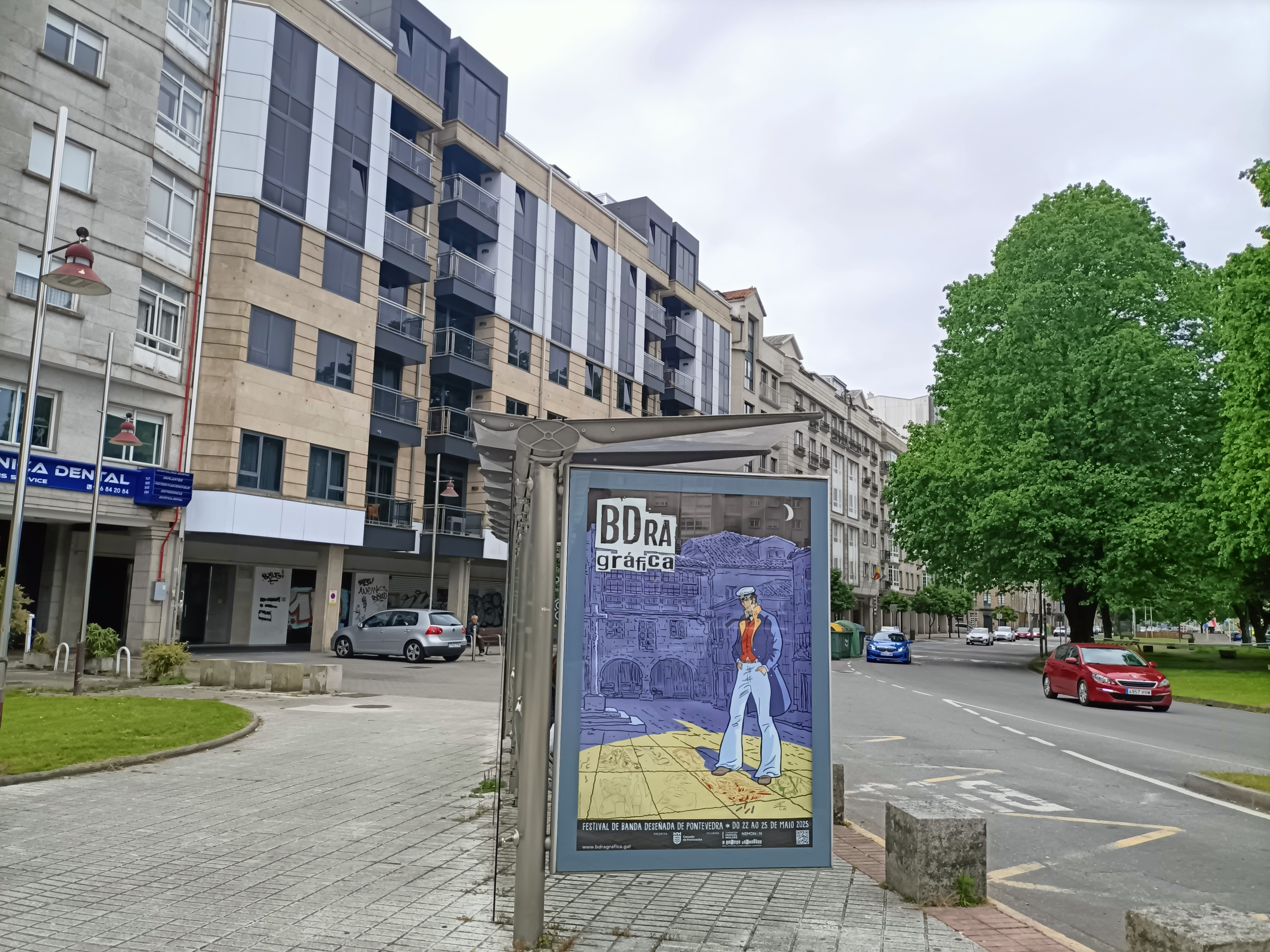
Panel del Festival en la Avenida de Marín
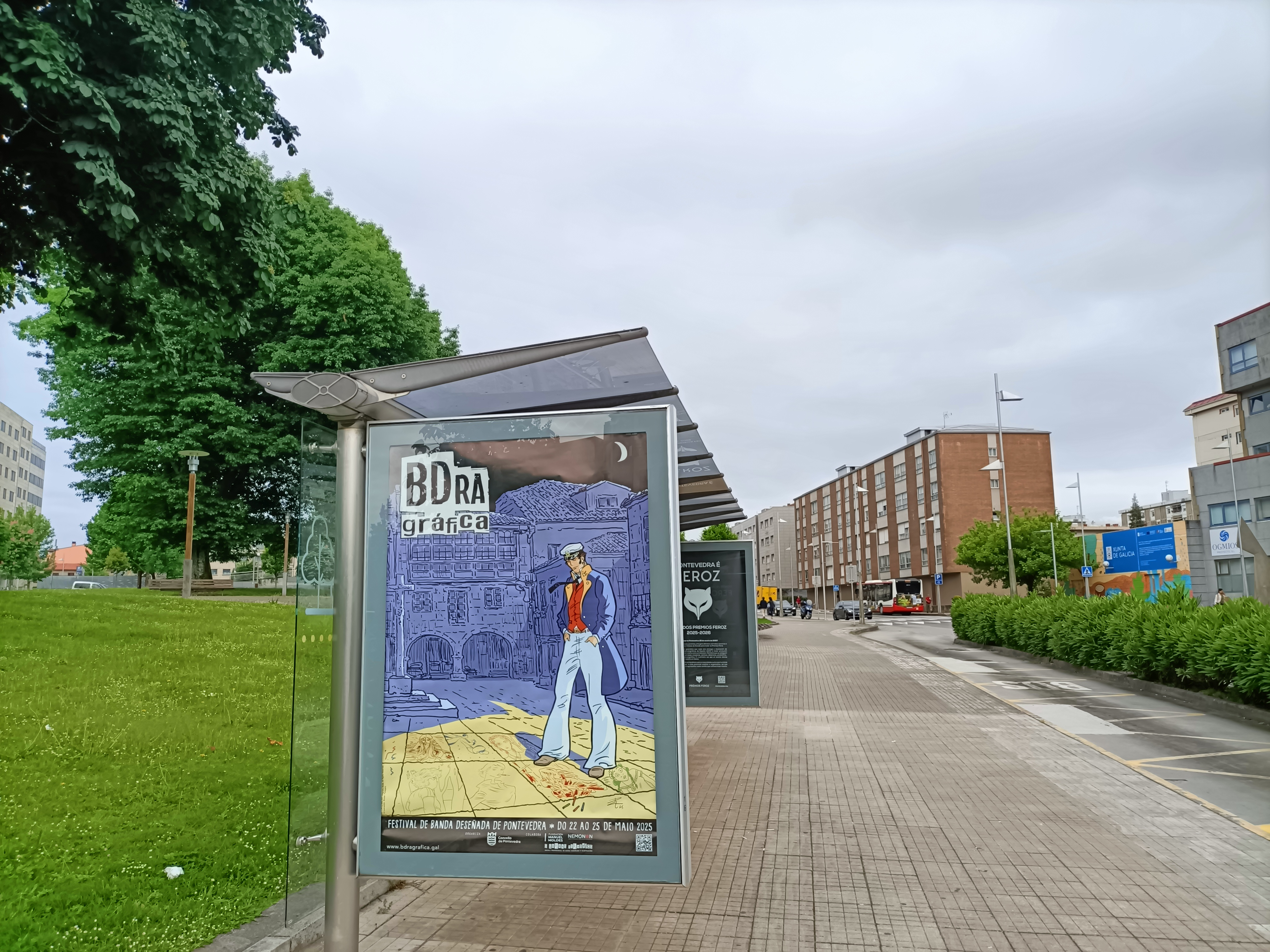
Panel del festival en la Avenida María Victoria Moreno